# 市镇 (法国)
市镇（法語：commune，法語發音：[kɔmyn] ⓘ）是法国最基层的行政区划，一个市镇一般对应于一个村或镇。它们的面积，特别是人口有时相差悬殊（人口最多的巴黎拥有两百万以上的居民，而最少的只有一人）。目前法国共有36783个市镇（其中214个位于海外），它们覆盖了近乎全部的法国国土（除了瓦利斯及富圖納群島，以及少数幾個没有常住居民的领土之外）。

## 地位及行政
尽管人口和面积不尽相同，所有的法国市镇（除了巴黎）都拥有同样的行政结构及法律权能。市镇由一个市议会管理，其成员每六年由普选产生。市议会在内部选举产生市长，其主要职责是执行议会的决定及委任和管理副市长。市议会的议员由该市人口数决定，最少为7名。议会的讨论是公开的，但只有议员能够发表意见。
市镇是一个地方行政区、公法法人，拥有自己的预算。该预算来源于土地税（征收于业主）以及职业税（征收于自由职业者、商人以及企业）。市镇负责地方行政，如水资源管理、驾驶执照等。而市长主管户籍身份，如出生、婚姻、离异、逝世等事项，他同时也握有公安权力（巴黎例外，该职责由国家直接管辖下的公安局长担当）。
三个人口最多的市镇（巴黎、里昂及马赛）还被进一步分割为市区。其权责更小，如它们没有自己的预算。
市镇的权限由行政区总法典（Code général des collectivités territoriales）的法律和章程部分界定。其法律部分，根据1996年2月21日法；以及其章程部分，根据2000年4月7日法令（编号n° 2000-318）分别替代了（除了人事部分的）市镇法典（Code des communes）的相应部分。

## 历史
“市镇”是于1789年12月14日，法国大革命时期为了统一法国的行政划分而与省和区同时创建的。它大致对应于一个堂區（paroisse）、镇（bourg）或是村（village）。
“市镇”这个词由国民公会共和曆2年雾月10日（1793年10月31日）法案引入现代行政区划术语：“国民公会依据一名成员的提议，宣布市、镇及村的命名作废，由市镇取而代之。”当时的市议会成员由纳税人普选担任，而对于市长的任命，在大城镇是由中央政权控制，而小城镇则由省长负责。
1884年4月5日市镇管理法规定市议会由直接普选产生，议会驻于市镇首府，并由议会成员选出市长领导。自第五共和以來，市议会的任期為六年，定期選出。

## 统计数据

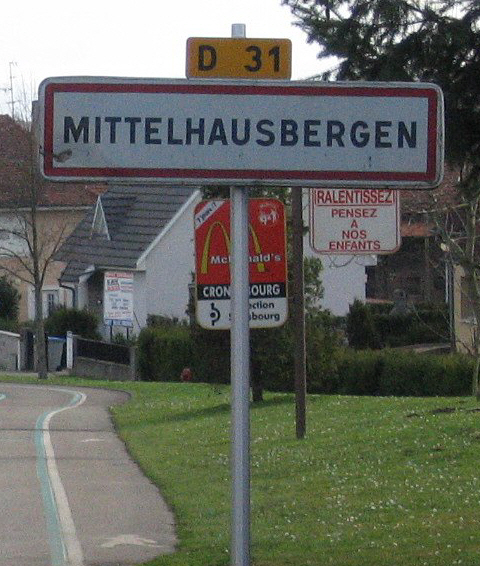
中奥斯贝根市鎮的招牌

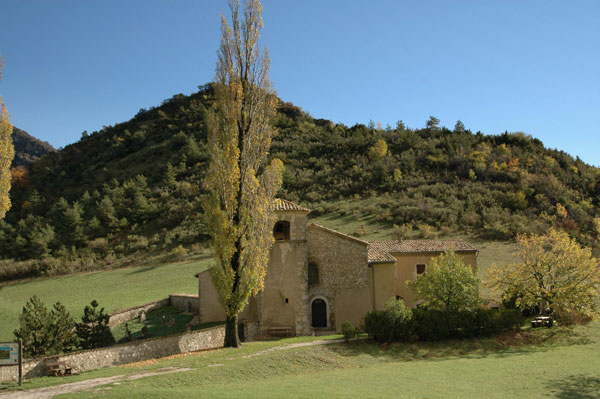
德龙省的罗什富尔沙只有一个居民

### 市镇的数量
法国共有36785个市镇，其中36571个在本土，214个在海外。这个数目比大多数欧洲国家都多，如德国有大约13000个市镇（Gemeinde），西班牙（municipio）和意大利（comune）分别约8000个，而英国没有相似的区划。
在法国没有非建制地區，意即国土全部直接被划分到市镇，地方行政权力也由市镇掌握。仅有以下地区例外：
- 瓦利斯及富圖納群島，由三个王国共治
- 法属南方和南极洲领地
- 克利珀頓島

### 人口
数据来源于1999年人口普查
法国本土市镇人口中值为380（作为比较，比利时市镇人口中值为11265，意大利2343，西班牙564），平均人口1542。
法国本土有31927个市镇人口数少于2000（占总人口的25.3%），3764个市镇介于2000人与1万人之间（25.5%），762个介于1万人至5万人（25.3%），102个介于5万人至20万人（14.4%），10个大于20万人的城市（8.9%）。此外，1万多市镇不足200居民。
在法国本土，人口最多的市镇是巴黎（2,125,246人），人口密度最高的是勒瓦卢瓦-佩雷（Levallois-Perret，上塞纳省，22,199人/平方公里），人口密度最小的城市市镇（commune urbaine，指拥有超过2000人，并且各住房间距不大于200米的城镇）是阿尔勒（Arles）（罗讷河口省，67人/平方公里）。
有六个市镇在1916年凡尔登战役中完全被摧毁，并且从未修复，没有任何居民。它们作为“为法兰西而亡”的市镇，仍保留建制，并由三个成员的市议会管理，这些议员由默兹省省长任命。在这六个市镇之外，德龙省的罗什富尔沙（Rochefourchat）只有一个居民。

### 面积
- 市镇领土由土地册精确界定。
- 法国本土市镇的平均面积为14.88平方公里，因为为数众多的小市镇，中值仅为10.73平方公里（法国再次在欧洲成了例外：在德国，大多数州市镇的面积中值大于15平方公里；意大利22平方公里，西班牙35平方公里，而比利时40平方公里）。1万5千个以上市镇的面积介于2.5到10平方公里之间。
- 在海外省，市镇通常比在本土要大，并且可以由间隔相对较远的村镇组成。
- 最辽阔的市镇为马里帕苏拉（法属圭亚那，3710人），占地18360平方公里。本土则为阿尔勒（758.93平方公里）。
- 最小的市镇为卡斯泰尔莫龙-达尔布雷（吉伦特省，62人），0.0376平方公里。

## 共同体
某些市镇的权职同时也会转交给市镇公共合作组织（又译“共同体”）。
绝大多数的法国市镇（90%）人口数小于2000，为此曾经有设想通过合并的方式减少市镇数量。这个设想体现于1971年7月16日法（称“马塞兰法”），这种模式可以由合并产生全新的市镇，或者赋予合并后的各市镇分别以“首府”或“从属市镇”（commune associée）的地位。该法案设想将10000個旧市镇合并成为3500个新的市镇，而直至1982年，只有1952个市镇参与合并成为810个新市镇。
更多的小市镇倾向于保留自己的特权，代之以将它们托付于“市镇间合作公共机构”、各“混合经济体”或者各协会。